# VII Legio
VII Legio (Septima Legio) è un originale ibrido tra gioco di ruolo e gioco da tavolo pubblicato dall'International Team nel 1982 e creato da Marco Donadoni e illustrato da Silvio Cadelo. I giocatori interpretano i membri dell'Arma dello Spazio della Repubblica Solare di un lontano futuro (ispirata all'Impero Romano, nella quale si utilizza come lingua il latino) il cui scopo è procedere all'esplorazione della galassia. 
Un giocatore (detto Spazio Computer) funge da arbitro e ha l'incarico di preparare una mappa di gioco dello spazio da esplorare mentre ogni altro giocatore è un Ufficiale Comandante di un'astronave appartenente dell'Arma dello Spazio della Repubblica Solare inviato in missione esplorativa ai confini dell'Universo conosciuto. La sua missione è l'esplorazione di nuovi pianeti e contattare nuove forme di vita, con cui secondo i casi può commerciare, svolgere ricerche scientifiche, tentare di catturare, ecc.. Le missioni svolte con successo forniscono punti esperienza con i quali si può salire di grado (ottenendo astronavi più grandi), chi raggiunge il grado di livello più elevato (Fabius), vince la partita.
I giocatori non vedono la mappa su cui operano, spostano le loro astronavi semplicemente indicando la direzione e spostamento in cui questo avviene e quindi lo Spazio Computer (l'unico che vede la mappa) comunica se sono stati avvistati pianeti durante il movimento (e dove si trovano rispetto alla nave). I pianeti incontrati e le razze aliene che li abitano vengono generate in maniera casuale man mano che un'astronave incontra i pianeti (quindi neanche lo Spazio Computer conosce con precisione cosa si imbatteranno le astronavi).
Il gioco venne pubblicato in quattro lingue: italiano, inglese, francese e tedesco. Al gioco base seguì una sola espansione, Tablin, dedicata a un popolo di alieni nemico della Repubblica Solare, edita nel 1983. 
VII Legio possiede alcuni elementi di un gioco di ruolo (lo Spazio computer che svolge compiti tipici del master, personalizzazione del proprio alter ego di gioco, sua crescita in capacità, descrizioni vivide degli alieni) e pertanto viene considerato da una parte consistente di appassionati come il primo gioco di ruolo mai apparso in lingua italiana. Tuttavia, consistenti differenze con la struttura classica di un gioco di ruolo (vincolo all'esecuzione delle missioni ed in generale alle regole di gioco, piuttosto che alla creazione di vere avventure indipendenti) hanno portato molti appassionati ed esperti a rifiutargli tale qualifica, riconosciuta invece a I Signori del Caos e Kata Kumbas.